# وكالة الفضاء البلغارية
وكالة الفضاء البلغارية، وتعرف أيضاً بمعهد بحوث الفضاء (بلغارية:Институт за Космически изследвания, ИКИ)، أوجدت عام 1969 وهي من أقدم الوكلات الفضائية في العالم.
الوكالة تتعتبر إحدى الأقسام الرئيسية في الأكاديمية البلغارية للعلوم. ووتتضمن أبحاث الوكالة علوم الفيزياء الفضائية، علوم الحياة، الاستشعار عن بعد، الصور الفضائية البيانية، علوم النيازك...الخ.
في عام 1972 أطلق أول إعداد فضائي بلغاري، P-1، إلى الفضاء. لقد درب العلماء البلغاريون على عدة برامج سوفياتية، حاصلين على خبراتهم من البرامج السوفياتية مثل برنامج (إنتركوسموس) القمر الصناعي الروسي. في عام 1979 أصبحت بلغاريا سادس أمة تطلق روادها نحو الفضاء.
تتشارك الوكالة الآن بحوثها مع العديد من الوكالات في الدول النامية، موفرة التقنية العالية وشرح للكيفية. المنظمة الفضائية البلغارية تتعاون حالياً مع منظمة البحوث الفضائية الهندية في شاندرايان 1 المركبة الفضائية، التي أرسلت إلى القمر.

## وصلات خارجية
- www.space.bas.bg